# Claus König

Claus König in der Estremadura (2023)

Claus Karl Gustav König (* 23. November 1933 in Ludwigshafen am Rhein) ist ein deutscher Ornithologe. Sein Forschungsschwerpunkt ist die Ordnung der Eulen.

## Leben und Wirken
Ab 1940 wohnte König in Heppenheim/Bergstr und besuchte dort Grundschule und Gymnasium. Schon in der Kindheit zeigte er großes Interesse für die Natur und vor allem für Vögel und Säugetiere. Mit 11 Jahren trat er in den „Bund für Vogelschutz“ (heute NABU) ein. Bereits mit 18 Jahren führte er vogelkundliche Wanderungen in der Umgebung von Heppenheim. 1952 Abitur in Heppenheim.
Nach dem Studium der Zoologie, Botanik und Chemie an der Johann Wolfgang Goethe-Universität Frankfurt am Main erlangte er 1959 seinen Titel zum Doktor der Naturwissenschaften.
Als wissenschaftlicher Assistent arbeitete er bis 1962 an der Vogelschutzwarte Garmisch-Partenkirchen. 1960 heiratete er Ingrid Zeller, die am Senckenberg Museum in Frankfurt a. M. u. a. bei der Fledermausforschung tätig war, und mit der er 1962 nach Ludwigsburg zog. Bis 1971 war er Leiter der Vogelschutzwarte Ludwigsburg.
Von 1969 bis 1984 war Claus König ehrenamtlich Präsident des Deutschen Bundes für Vogelschutz (DBV, heute NABU). Unter seiner Präsidentschaft erhielt der Verband seine heutige Struktur und es wurden die für den Naturschutz besonders wichtigen Großprojekte „Wallnau“ und „Sunder“ geschaffen.
Von 1971 bis 1996 war er Kurator in der Vogelabteilung des Staatlichen Museums für Naturkunde Stuttgart. 1997 wurde er zum Professor ernannt und löste Olivier Rieppel als Direktor des Museums ab und hatte diese Position bis zu seinem Ruhestand Ende 2000 inne. Als Gastprofessor lehrte er Ornithologie und Biodiversität an der Universität Stuttgart.
König war mehrere Jahre Vorstandsmitglied im Internationalen Rat für Vogelschutz und in der Deutschen Ornithologen-Gesellschaft. Im Rahmen seiner internationalen Beziehungen, wurde durch seine Initiative die „Working-group of European Birdprotection Societies“ (WEBS) gegründet, was ihm den Namen „Father of WEBS“ einbrachte.
Außerdem war er Vorstandsmitglied in mehreren nationalen und internationalen Vereinigungen für Ornithologie, Säugetierkunde und Naturschutz. Die Gründung der „Arbeitsgemeinschaft Wanderfalkenschutz“ geht auf seine Initiative zurück.
Heute ist er noch Mitglied in der Deutschen Ornithologen-Gesellschaft, der Ornithologischen Gesellschaft Baden-Württemberg, der Bayerischen Ornithologen-Gesellschaft, dem NABU, dem Schwäbischen Albverein, der Gesellschaft für Naturkunde in Württemberg, dem Badischen Landesverein für Naturkunde, der Sociedad Española de Ornitología, dem Global Owl Project (GLOW) und der Weltarbeitsgruppe für Greifvögel und Eulen (WWGBP). Außerdem Ehrenmitglied in der Arbeitsgemeinschaft für Vogelkunde und Vogelschutz sowie in der Ornithologischen Gesellschaft Basel.

## Forschung
In seiner Zeit in Garmisch-Partenkirchen entdeckte und beschrieb er eine für die Wissenschaft neue Wühlmausart: die „Bayerische Kurzohrmaus“ (Microtus bavaricus) ein Nagetier, das man in der Folgezeit lange für ausgestorben hielt, bevor es im Jahre 2000 wiederentdeckt wurde.
Seit Beginn der 1960er-Jahre ist er zusammen mit seiner Frau Ingrid in Eulenforschungsprojekte involviert, wozu Ende der 1960er-Jahre die Wiederansiedlung des Sperlingskauzes im Schwarzwald gehörte. Über dieses Projekt veröffentlichte er 2006 den Naturfilm Der kleine Spauz. Außerdem forschten beide über die Fledermausfauna.
Im Frühjahr 1962 entdeckte König das damals erste Vorkommen des Seefrosches (Rana ridibunda – größter Frosch Europas) für Württemberg in den Baggerseen des Pleidelsheimer Wiesentals. Ein von ihm und seiner Frau gedrehter 16-mm-Film über das Gebiet wurden dem Gemeinderat vorgeführt, was letztlich zum Schutz des Gebietes führte.
In Zusammenarbeit mit dem mallorquinischen Naturschutz züchtete er erstmals die als „lebendes Fossil“ bezeichnete Mallorca-Geburtshelferkröte (Alytes muletensis) und wilderte den Nachwuchs auf Mallorca aus.
Zwischen 1975 und 2000 reiste er mit seiner Frau etwa 20 mal nach Südamerika, wo er die Orte aufsuchte, an denen Charles Darwin zwischen 1832 und 1835 gewesen war. Weitere Studien betrieb er in Europa und Afrika. König beschrieb einige neue Eulenarten, darunter 1989 die Hoykreischeule (Megascops hoyi) sowie den Bolivienzwergkauz (Glaucidium bolivianum) und den Peruzwergkauz (Glaucidium peruanum).
Gemeinsam mit Friedhelm Weick und Jan-Hendrik Becking verfasste er 1999 und 2008 das taxonomische Standardwerk Owls of the World, wo er alle bekannten Eulenarten aufführt, Gattungen revidierte und mehrere Taxa vom Unterartenstatus in den Artstatus erhob.
Neben Bestimmungsbüchern über Vögel schrieb König über 250 wissenschaftliche Artikel.

## Ehrungen
- 1984 wurde König zum Ehrenpräsidenten des Deutschen Bundes für Vogelschutz (heute NABU) gewählt.
- 1984 wurde ihm wegen seiner Verdienste um den Naturschutz in der Bundesrepublik Deutschland das Bundesverdienstkreuz am Bande verliehen.
- 1994 erhielt er das Bundesverdienstkreuz 1. Klasse für seine internationale Forschungs- und Naturschutztätigkeit.
- 2011 wurde er für seine Forschungs- und Schutzarbeit an Eulen von der internationalen Eulenforschungsgesellschaft „Global Owl Project“ mit dem Ehrenpreis „Champion of Owls Award – 2011“ ausgezeichnet und in die „World Owl Hall of Fame“ aufgenommen.

## Weitere Schriften
- Europäische Vögel. 3 Bände 1966-1970.
- Sumpf- und Wasservögel, Greifvögel, Hühnervögel, Kraniche, Tauben, Kuckucksvögel, Eulen. 1967.
- Wildlebende Säugetiere Europas. 1969.
- Grzimeks Tierleben, Mitarbeit an der Ordnung Eulen 1969–1970
- Europas Vogelwelt in Farben. 1971.
- Der Kosmos-Vogelführer: Die Vögel Deutschlands und Europas in Farbe. 1972.
- Mammals. 1973.
- Die Singvögel Europas. 1976.
- Inter- und intraspezifische Nahrungskonkurrenz bei Altweltgeiern (Aegypiinae) 1976
- Vögel Afrikas: Ost und Südafrika. 1979.
- Vogelnester und Gelege. 1979.
- Vögel Mitteleuropas. 1982.
- Zur systematischen Stellung der Neuweltgeier (Cathartidae) 1982
- Das grosse Vogelbuch des Olof Rudbeck d.J. Historischer, kunsthistorischer und ornithologischer Kommentar. 1985.
- Beobachten ja – stören Nein. 1985.
- Das Museum Schloß Rosenstein. 1987.
- Tiere im Stadtpark: Die Wirbeltierfauna des Stuttgarter Rosensteinparks. 2000.
- Owls of the world. 2008.

## Fernsehbeiträge
- Auf Darwins Spuren (vier Folgen à 45 Minuten, Verfilmung seines gleichnamigen Buches).
- Quo vadis, Mallorca? (45 Minuten)
- Macá Tobiano – ornithologisches Kleinod Patagoniens (30 Minuten)
- Der Eulenzwerg (30 Minuten)
- Die Bayerische Kurzohrmaus von Herbert Ostwald

## Privat produzierte Filme
- Der kleine Spauz, 2006, 50 min
- Naturerlebnis Extremadura, 2006, 61 min
- Die Eule aus dem Nebelwald, 2007, 46 min
- Naturparadies im Neckartal, 2009, 63 min
- Natur im Neckarland, 2011, 33 min
- Naturerlebnis Neckartal (für die Umweltakademie Baden-Württemberg), 2012
- Gefiederte Stars im Wiesental, 2015, 57 min
- Aus der Welt des Wanderfalken, 2015, 50 min
- König der Nacht vom Neckartal (Der Uhu-Film liefert einmalige Eindrücke, Marbach und Bottwartal Nr. 279 vom 4.12.2017), 2017, 50 min